# Tony Darrow
Pour les articles homonymes, voir Darrow.
Tony Darrow est un acteur, scénariste et producteur américain né le 23 décembre 1938 à Brooklyn, New York (États-Unis).

## Filmographie

### comme acteur

#### Cinéma
- 1987 : Street Trash : Nick Duran
- 1990 : Les Affranchis (Goodfellas) : Sonny Bunz
- 1991 : The Good Policeman
- 1992 : Who Do I Gotta Kill? : Tony Bando
- 1994 : Coups de feu sur Broadway (Bullets Over Broadway) : Aldo
- 1995 : Maudite Aphrodite (Mighty Aphrodite) : Boxing Trainer
- 1997 : Harry dans tous ses états (Deconstructing Harry) : Camera Operator / Harry's Character
- 1997 : The North End : Nunzio
- 1998 : Celebrity : Moving Man in Loft
- 1999 : Mafia blues (Analyze This) : Moony
- 1999 : Mickey les yeux bleus (Mickey Blue Eyes) : Angelo
- 1999 : Accords et Désaccords (Sweet and Lowdown) : Ben
- 2000 : Escrocs mais pas trop (Small Time Crooks) : Tommy
- 2003 : Crooked Lines : Jimmy Pico
- 2005 : Searching for Bobby D : Ralph Argano

#### Télévision
- 1992 : Jeux d'influence (en) (Teamster Boss: The Jackie Presser Story) (téléfilm) : Nardi
- 1996 : On Seventh Avenue de Jeff Bleckner (téléfilm) :
- 2003 : Last Laugh (téléfilm) : Uptown Donnie
- 2006 : Dinner with the FoodFellas (téléfilm) : Host

### comme scénariste
- 2006 : Dinner with the FoodFellas (TV)

### comme producteur
- 2006 : Dinner with the FoodFellas (TV)